# Banca centrale di Aruba
La banca centrale di Aruba',' istituita il 1º gennaio 1986, è la banca centrale dello stato caraibico di Aruba, I suoi compiti principali sono di mantenere il valore interno ed esterno della loro moneta e di promuovere l'integrità del sistema finanziario del paese.
Le moneta e la banconota ufficiale che stampano e coniano è il fiorino arubano.